# مک‌لارن ام۲بی
مک‌لارن ام۲بی (انگلیسی: McLaren M2B) نخستین خودروی مسابقه‌ای فرمول یک تیم مک‌لارن بود که در طول مسابقات فرمول یک فصل ۱۹۶۶ مورد استفاده قرار گرفت. این خودرو که در سال ۱۹۶۵ رونمایی شد، جانشینی بود برای خودروی در دست توسعهٔ ام۲آ. ام۲بی که توسط رابین هرد طراحی شد، در ساختار خود از مادهٔ نوآورانه اما مشکل‌ساز مالیت بهره می‌برد. این خودرو از موتورهای ساخت فورد و سرنیسیما بهره‌مند بود که هر دوی آن‌ها با کمبود توان و مشکلاتی در زمینهٔ دوام مواجه بودند.
مک‌لارن ام۲بی که به رانندگی بنیان‌گذار تیم، بروس مک‌لارن، برای مدت کوتاهی در فصل ۱۹۶۶ حضور داشت، در شش مسابقه شرکت کرد و تنها در چهار مورد موفق به آغاز مسابقه شد. این خودرو در جایزه بزرگ بریتانیا نخستین امتیاز را برای تیم مک‌لارن کسب کرد و دو امتیاز دیگر نیز در جایزه بزرگ ایالات متحده به دست آورد.

## تاریخچه مسابقات

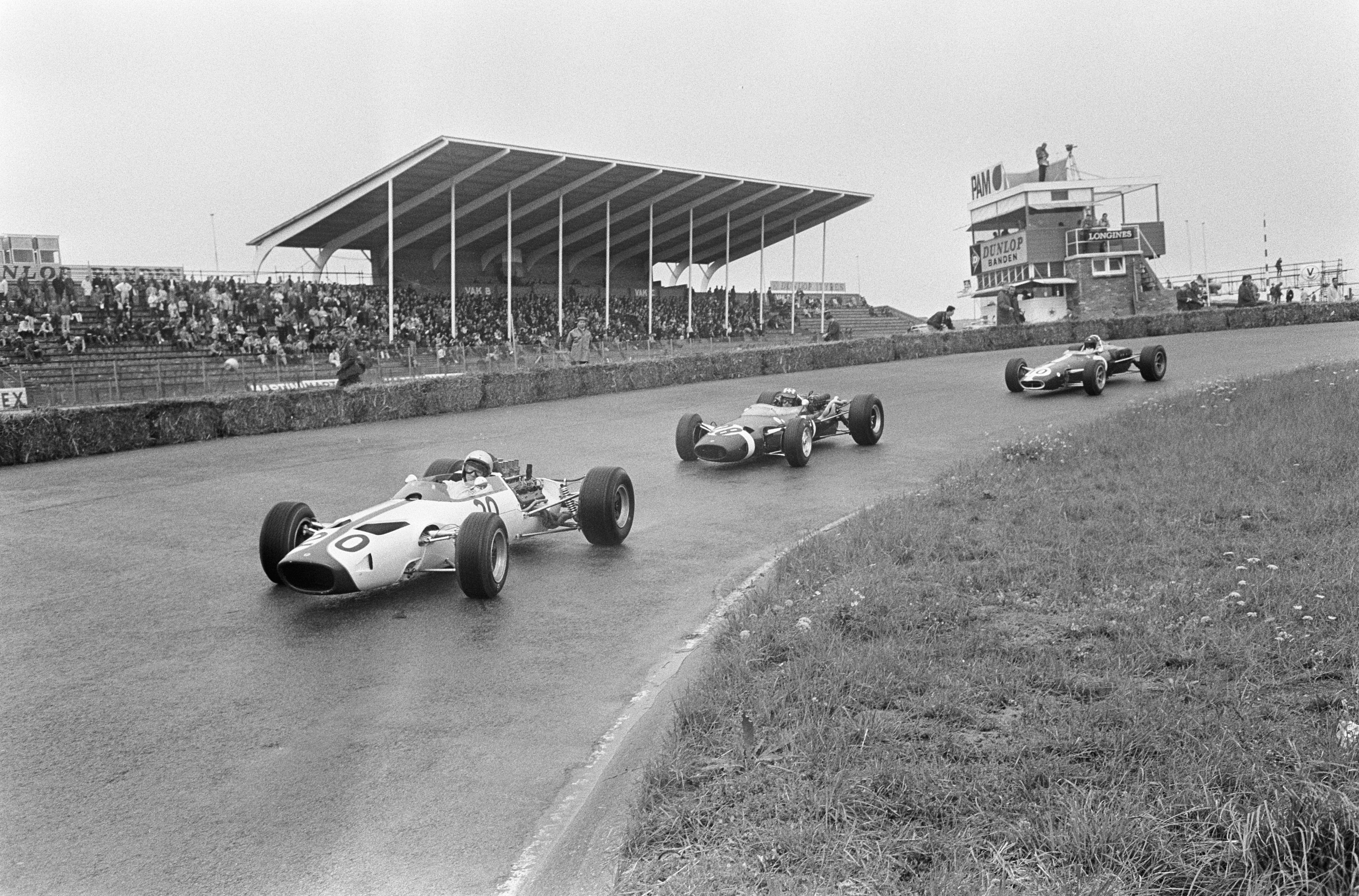
مک‌لارن در حال راندن ام۲بی مجهز به موتور سرنیسیما، در رأس گروهی از سه خودرو در طول مرحلهٔ تمرین جایزه بزرگ هلند ۱۹۶۶

نسخهٔ مجهز به موتور فورد ام۲بی نخستین خضور خود به رانندگی مک‌لارن را در مسابقه آغازین فصل در موناکو تجربه کرد. مک‌لارن در این مسابقه جایگاه دهم را در خط شروع کسب کرد و در طول مسابقه توانست به جایگاه ششم برسد، اما تنها پس از طی کردن ۹ دور مسابقه، به دلیل نشت روغن بازنشسته شد. مک‌لارن پس از مسابقهٔ موناکو معتقد بود که «چنان سخت است که به‌نظر می‌رسد که مجبور شویم در اتاق موتور دست به اقدامات نسبتاً شدیدی بزنیم»، و متعاقباً در مسابقهٔ بلژیک از موتور سرنیسیما استفاده شد. با این حال، این موتور جایگزین نتوانست مشکل را به‌طور مؤثر برطرف کند و در مرحلهٔ تمرین با آسیب در بخش بلبرینگ‌ها مواجه شد. مک‌لارن که موتور زاپاسی در اختیار نداشت، موفق نشد خود را به آغاز مسابقه برساند. تیم مک‌لارن از مسابقهٔ بعدی در فرانسه نیز باز ماند، اما خودروی ام۲بی در جایزه بزرگ بریتانیا در پیست برندز هچ موفق شد مسابقه را در جایگاه ششم به پایان برساند و نخستین امتیاز را برای تیم مک‌لارن کسب کند. با خرابی موتور سرنیسیما پیش از جایزه بزرگ هلند، این خودرو دوباره از آغاز مسابقه باز ماند و تیم مک‌لارن با پیش‌بینی آماده شدن موتور بهبودیافتهٔ فورد، از ورود به جایزه بزرگ‌های آلمان و ایتالیا نیز کناره‌گیری کرد. موتور فورد در جایزه بزرگ ایالات متحده مجدداً بر روی ام۲بی نصب شد و بروس مک‌لارن توانست با این خودرو به جایگاه پنجم دست یابد و دو امتیاز دیگر کسب کند. در رویداد پایانی فصل در مکزیک، بخش انتهایی بدنهٔ خودرو برداشته شد تا به جلوگیری از داغ شدن موتور کمک کند، با این حال موتور خودرو در طول مسابقه مجدداً با مشکل مواجه شد. مک‌لارن قصد داشت از کریس ایمون، که در همان زمان رانندگی در مسابقات خودروهای اسپورت برای این تیم را بر عهده داشت، برای رانندگی خودروی دوم خود استفاده کند، اما مشکلاتی که موتور خودرو با آن‌ها روبرو بود از عملی شدن این تصمیم جلوگیری کرد.

### جدول نتایج قهرمانی جهان
| سال   | تیم                        | موتور                        | تایرها                     | رانندگان                   | ۱                          | ۲                          | ۳                          | ۴                          | ۵                          | ۶                          | ۷                          | ۸                          | ۹                          | امتیاز | قهرمانی سازندگان |
| ----- | -------------------------- | ---------------------------- | -------------------------- | -------------------------- | -------------------------- | -------------------------- | -------------------------- | -------------------------- | -------------------------- | -------------------------- | -------------------------- | -------------------------- | -------------------------- | ------ | ---------------- |
| ۱۹۶۶  | بروس مک‌لارن موتور ریسینگ   | فورد ۴۰۶ ۳٫۰ لیتری وی۸       | F                          |                            | موناکو                     | بلژیک                      | فرانسه                     | بریتانیا                   | هلند                       | آلمان                      | ایتالیا                    | آمریکا                     | مکزیک                      | ۲      | نهم              |
| ۱۹۶۶  | بروس مک‌لارن موتور ریسینگ   | فورد ۴۰۶ ۳٫۰ لیتری وی۸       | F                          | کریس ایمون                 | م.ن.                       | م.ن.                       |                            | م.ن.                       | م.ن.                       |                            | ک.                         |                            |                            | ۲      | نهم              |
| ۱۹۶۶  | بروس مک‌لارن موتور ریسینگ   | فورد ۴۰۶ ۳٫۰ لیتری وی۸       | F                          | بروس مک‌لارن                | ب.                         |                            |                            |                            |                            |                            |                            | ۵                          | ب.                         | ۲      | نهم              |
| ۱۹۶۶  | بروس مک‌لارن موتور ریسینگ   | سرنیسیما ام۱۶۶ ۳٫۰ لیتری وی۸ | F                          | بروس مک‌لارن                |                            | ع.ش.                       | م.ن.                       | ۶                          | ع.ش.                       |                            |                            |                            |                            | ۱      | یازدهم           |
| منابع | [ ۱۵ ] [ ۷ ] [ ۱۶ ] [ ۱۷ ] | [ ۱۵ ] [ ۷ ] [ ۱۶ ] [ ۱۷ ]   | [ ۱۵ ] [ ۷ ] [ ۱۶ ] [ ۱۷ ] | [ ۱۵ ] [ ۷ ] [ ۱۶ ] [ ۱۷ ] | [ ۱۵ ] [ ۷ ] [ ۱۶ ] [ ۱۷ ] | [ ۱۵ ] [ ۷ ] [ ۱۶ ] [ ۱۷ ] | [ ۱۵ ] [ ۷ ] [ ۱۶ ] [ ۱۷ ] | [ ۱۵ ] [ ۷ ] [ ۱۶ ] [ ۱۷ ] | [ ۱۵ ] [ ۷ ] [ ۱۶ ] [ ۱۷ ] | [ ۱۵ ] [ ۷ ] [ ۱۶ ] [ ۱۷ ] | [ ۱۵ ] [ ۷ ] [ ۱۶ ] [ ۱۷ ] | [ ۱۵ ] [ ۷ ] [ ۱۶ ] [ ۱۷ ] | [ ۱۵ ] [ ۷ ] [ ۱۶ ] [ ۱۷ ] | [ ۱۸ ] | [ ۱۸ ]           |

| کلید   | کلید                                     | کلید     | کلید                                       |
| رنگ    | نتیجه                                    | رنگ      | نتیجه                                      |
| ------ | ---------------------------------------- | -------- | ------------------------------------------ |
| طلایی  | برنده                                    | سفید     | عدم شروع (ع.ش.)                            |
| نقره‌ای | جایگاه دوم                               | آبی روشن | فقط تمرین (ف.ت.)                           |
| برنزی  | جایگاه سوم                               | آبی روشن | راننده آزمایشی جمعه (ر.آ.) - فقط ۲۰۰۳–۲۰۰۷ |
| سبز    | پایان با امتیاز                          | خالی     | عدم تمریم (ع.ت.)                           |
| آبی    | پایان بدون امتیاز شامل پایان رده‌بندی‌نشده | خالی     | مصدوم یا بیمار (مص)                        |
| بنفش   | عدم پایان (ب.)                           | خالی     | حذف‌شده (ح.ش.)                              |
| قرمز   | عدم صلاحیت (ع.ص.)                        | خالی     | به مسابقه نرسید (م.ن.)                     |
| سیاه   | رد صلاحیت (ر.ص.)                         | خالی     | کنار کشیدن پیش از رویداد (ک.)              |

### یادکردها
1. ↑  "Engine Ford • STATS F1".
2. ↑  (Young 1995، ص. 67)
3. ↑  "Grand Prix results, Monaco GP 1966". grandprix.com. Retrieved 13 December 2015.
4. ↑  "Formula One – hard and unforgiving". Bruce McLaren Trust. Archived from the original on 24 May 2010. Retrieved 2010-05-11.
5. ↑  "Grand Prix results, Belgian GP 1966". grandprix.com. Archived from the original on 2 July 2007. Retrieved 13 December 2015.
6. ↑  (Nye 1988، صص. 88–90)
7. 1 2 3  (Nye 1988، Appendix 3)
8. 1 2  (Nye 1988، ص. 90)
9. ↑  "Grand Prix results, British GP 1966". grandprix.com. Retrieved 13 December 2015.
10. ↑  "Grand Prix results, Dutch GP 1966". grandprix.com. Retrieved 13 December 2015.
11. 1 2 3  (Nye 1988، ص. 91)
12. ↑  "Grand Prix results, United States GP 1966". grandprix.com. Retrieved 13 December 2015.
13. ↑  "Grand Prix results, Mexico GP 1966". grandprix.com. Retrieved 13 December 2015.
14. ↑  (Williams 1991، ص. 13)
15. ↑  (Taylor 2009، صص. 24–25)
16. ↑  "1966 RACE RESULTS". Formula1.com. Formula One Administration. Retrieved 2019-01-31.
17. ↑  (Taylor 2009، ص. 290)
18. ↑  "1966 Constructor Standings". Formula1.com. Formula One Administration. Retrieved 2019-01-31.